# ذخیره‌گاه طبیعی بولشه‌خختسیرسکی
ذخیره‌گاه طبیعی بولشه‌خختسیرسکی (انگلیسی: Bolshekhekhtsirsky Nature Reserve) یک پارک و ذخیره‌گاه طبیعی در سرزمین خاباروفسک کشور روسیه است.